# Żuk złocisty
Żuk złocisty (Chrysina resplendens) – gatunek chrząszcza z rodziny poświętnikowatych, z podrodziny rutelowatych.

## Występowanie
Występuje on w Panamie oraz w Kostaryce.

## Opis gatunku
Ma on około 3 centymetry długości. Jego larwy żyją w próchniejącym drewnie. Żyje około roku. Dorosły chrząszcz żywi się liśćmi roślin. Zwykle zamieszkuje lasy górskie. Mimo że chrząszcze te nazywane są złocistymi, można spotkać je też w kolorze srebrnym oraz zielonym.

Nie wszystko złoto co się świeci. Czasami jest to chrząszcz.